# La Couleur du sang
Pour plus de détails, voir Fiche technique et Distribution.
La Couleur du sang (titre original : Miss Evers' Boys) est un téléfilm américain sorti en 1997, réalisé par Joseph Sargent  mettant en vedette Alfre Woodard et Laurence Fishburne, basé sur l'histoire vraie de l'expérience de Tuskegee. Le téléfilm est l'adaptation de la pièce de théâtre de 1992 écrite par David Feldshuh. Le film a été nommé pour onze Emmy Awards et a remporté quatre catégories, y compris celle du meilleur film de télévision.
En France, le téléfilm a été diffusé en version originale sous-titrée en 1999 sur Paris Première.

## Synopsis
Le film raconte l'histoire de l'expérience de Tuskegee, une expérience médicale secrète du gouvernement fédéral américain sur des Afro-Américains pauvres dans les années 1932-1972, conçue pour étudier les effets du non-traitement contre la syphilis. L'histoire est racontée du point de vue de l'infirmière Eunice Evers (Alfre Woodard) qui est bien consciente de l'absence de traitement, mais estime que son rôle est de consoler les hommes impliqués, dont beaucoup sont ses amis proches.
En 1932, elle est envoyée pour assister le Dr Brodus (Joe Morton) et le Dr Douglas (Craig Sheffer) pour « traiter » les hommes noirs ruraux dans la ville de Tuskegee, Alabama. Elle est envoyée autour de la ville pour dire aux gens que le gouvernement finance leur traitement gratuitement, mais à leur insu, le gouvernement va bientôt lancer une étude qui consiste à ne leur donner aucune forme de traitement réel.
Elle rencontre ensuite trois hommes dans une école abandonnée : Willie Johnson (Obba Babatundé), Bryan Hodman et "Big" Ben Washington, qui sont d'accord pour le traitement. L'étude a sélectionné 412 hommes infectés par la maladie et leur a promis un traitement médical gratuit pour ce qui a été appelé « mauvais sang ». Les hommes ont reçu un traitement factice à long terme, qui implique de leur donner des placebos même après que la pénicilline a été découverte comme un remède. Lorsque Caleb Humphries — l'un des sujets de test qui ont quitté l'expérience — rejoint l'armée pendant la Seconde Guerre mondiale et est traité et guéri par la pénicilline, il revient pour annoncer comment il a été guéri et tente d'obtenir de l'aide pour son ami. Mais aucun des hôpitaux ne l'aide parce que les sujets de test ont été placés sur une liste qui notifie qu'ils ne doivent pas recevoir de traitement médical parce qu'ils étaient participants à l'expérience. Les survivants de l'étude ont reçu le traitement et la compensation financière après l'enquête du Sénat.

## Distribution
| Acteur             | Rôle               |
| ------------------ | ------------------ |
| Alfre Woodard      | Eunice Evers       |
| Laurence Fishburne | Caleb Humphries    |
| Craig Sheffer      | Dr Douglas         |
| Joe Morton         | Dr Sam Brodus      |
| Obba Babatundé     | Willie Johnson     |
| Ossie Davis        | Mr. Evers          |
| E.G. Marshall      | Président du Sénat |

## Fiche technique
Sauf indication contraire, les informations mentionnées dans cette section peuvent être confirmées par la base de données cinématographiques IMDb,  présente dans la section « Liens externes ».
- Titre original : Miss Evers' Boys
- Réalisation : Joseph Sargent
- Scénario : Walter Bernstein, d'après la pièce de David Feldshuh
- Photographie : Donald M. Morgan
- Direction artistique :
- Décors : Michael Hicks et Charles C. Bennett
- Costumes : Susan Mickey
- Montage : Michael Brown
- Musique : Charles Bernstein
- Production : Derek Kavanagh
- Sociétés de production : HBO, Anasazi Productions
- Société de distribution : HBO
- Pays d'origine :  États-Unis
- Langues originales : anglais
- Format : 35 mm - couleur et noir et blanc
- Genre : Drame
- Durée : 118 minutes
- Date de sortie : 
  - États-Unis : 22 février 1997 [1]

## Récompenses
- Emmy Awards 1997 :
  - Meilleure actrice dans une mini-série ou un téléfilm : Alfre Woodard
  - Meilleure photographie dans une mini-série ou un téléfilm : Donald M. Morgan (de)
  - Meilleure montage dans une mini-série ou un téléfilm : Michael Brown
  - Meilleure production pour un téléfilm
- Golden Globes 1998 : 
  - Meilleure actrice dans une mini-série ou un téléfilm : Alfre Woodard
- Screen Actors Guild Awards 1996 :
  - Meilleure actrice dans une mini-série ou un téléfilm : Alfre Woodard